# Pauline Maillot
Pauline Maillot geboren als Collette Catharine Pauline Clabecq (* 16. November 1812 in Vlissingen; † 12. Januar 1897 in Paris) war eine niederländisch-französische Bildhauerin.

## Leben
Collette Catharine Pauline Clabecq wurde am 16. November 1812 in Vlissingen geboren. Sie war die Tochter des Kaufmanns Joseph Clabecq (geb. ca. 1780) und der Colette Françoise Beuselinck (geb. ca. 1782). Wo sie ihre Kindheit verbrachte und wann sie die Niederlande verließ ist nicht bekannt. Sie war in erster Ehe mit Adolphe Florentin Joseph Hage (gestorben vor 1873) verheiratet. Über ihren ersten Mann liegen keine weiteren Informationen vor. Am 10. Juli 1873 heiratete sie in Paris den Arzt François Clément Maillot (1804–1894). Sie wird dabei beschrieben, als „60-jährige Witwe Hage, geborene Clabec“. Ihr zweiter Mann war zu dem Zeitpunkt 69 Jahre alt und pensionierter Arzt. Sie zog mit ihm in den dritten Stock eines Herrenhauses in der Rue du Vieux-Colombier 21, in der Nähe der medizinischen Fakultät und der École des Beaux-Arts, und lebte dort bis zu ihrem Tod.

## Werk

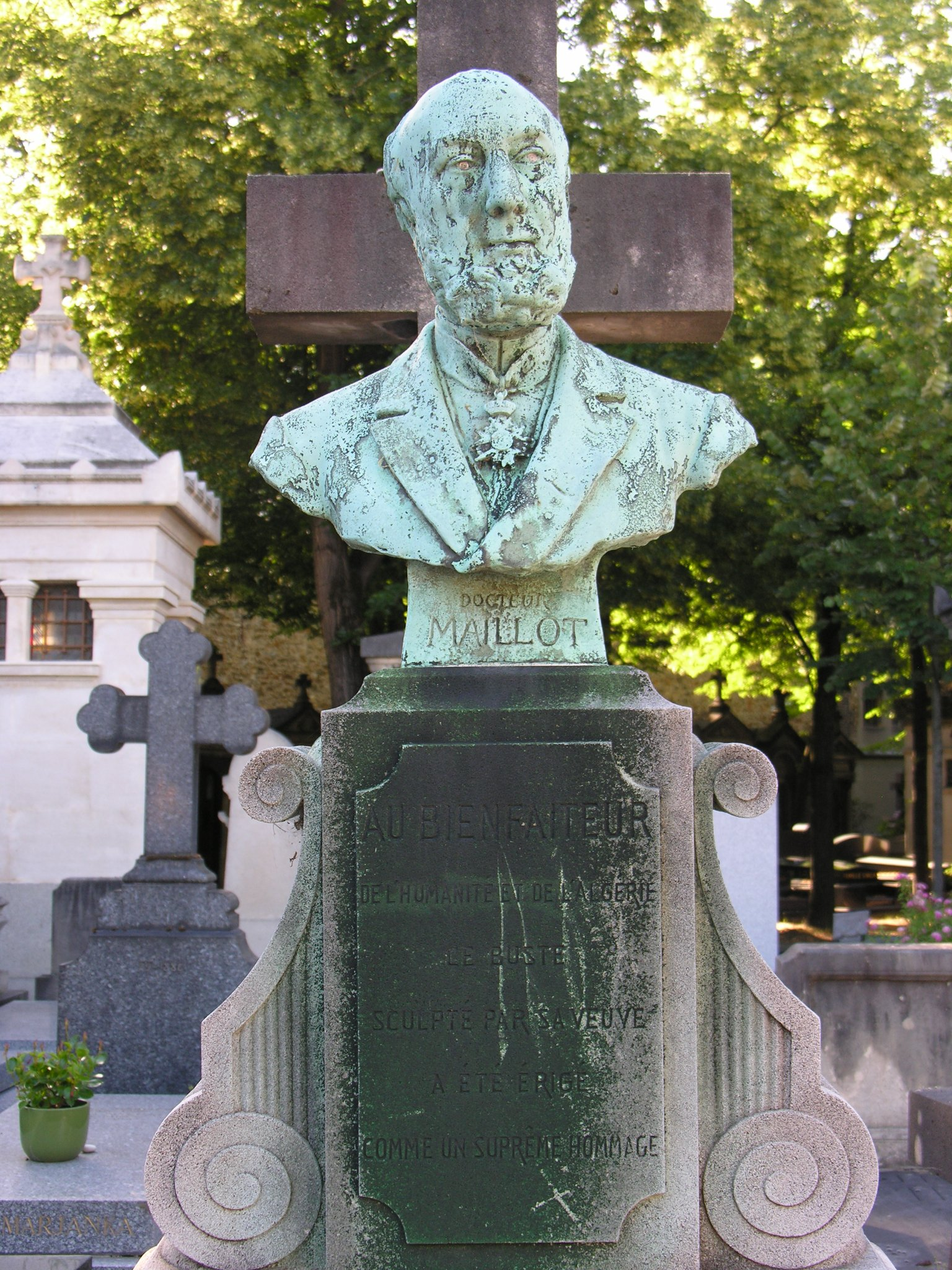
Büste François Maillot von Pauline Maillot

Bei Monnier und Dubray erhielt Colette Clabecq ihre Ausbildung damit sind vermutlich der französische Maler, Kupferstecher, Schriftsteller und Schauspieler Henry Monnier (1799–1877) und der französische Bildhauer Gabriel-Vital Dubray (1813–1892) gemeint. Am Pariser Salon nahm sie ab dem Jahr 1883 teil. Daraus lässt sich schließen, dass sie erst im Alter von 70 Jahren mit ihren Skulpturen öffentlich in Erscheinung trat. Sie stellte zwischen 1883 und 1893 fast jährlich als „Mme Pauline Maillot“ in den Salons der Société des Artistes Français aus. Ihr Name fehlt nur in den Jahren 1884 und 1892 in den Katalogen. Vermerkt wurde in den Katalogen zudem, dass sie in Vlissingen geboren wurde. Durch die Heirat wurde sie zudem als Französin eingebürgert. Von 1887 bis 1893 war sie Mitglied der Société des Artistes Français. Nach dem Tod ihres Mannes im Jahr 1894 zog sich Pauline Maillot zurück. Sie war damals bereits 82 Jahre alt und Berichten zufolge fast blind. In einem Brief vom 20. November 1894, verfasst vom Bibliothekar der Pariser Académie de Médecine, heißt es, sie sei so schwach, dass sie nicht mehr selbst schreiben könne.
Sie stellte in den Pariser Salons immer ein oder zwei Skulpturen aus. Das waren zumeist Porträts, unter anderem von Alfred Letellier (1886) und H. Faure (1889), beide Abgeordnete in Algier. Da ihr Mann über Beziehungen nach Algier verfügte, hatte sie diese Aufträge ihrem zweiten Ehemann zu verdanken. Er hatte sich in Algier 1835 bei der Behandlung der Malaria mit Chinin einen Namen gemacht. Pauline Maillot stellte mindestens dreimal eine Büste ihres Mannes als „le docteur Maillot“ aus, in verschiedenen Materialien. Eine signierte und datierte Bronzekopie dieser Büste befindet sich auf dem Pariser Friedhof Montparnasse, auf dem Grab der Familie Maillot, wo auch sie selbst begraben liegt.
Ein weiteres Exemplar dieser Büste stiftete sie für den Dorfplatz von Souk el Tleta in Algerien, das Dorf wurde 1881 zum Gedenken an den Arzt in „Maillot“ umbenannt wurde. Sie erhielt 1890 eine lobende Erwähnung im Pariser Salon.